# Fontenay-Torcy
Fontenay-Torcy är en kommun i departementet Oise i regionen Hauts-de-France i norra Frankrike. Kommunen ligger i kantonen Songeons som tillhör arrondissementet Beauvais. År 2022 hade Fontenay-Torcy 144 invånare.

## Befolkningsutveckling
Antalet invånare i kommunen Fontenay-Torcy
| Referens: INSEE |